# Estadio Ludueña
El estadio Ludueña, conocido como el Fortín de Ludueña, se encuentra ubicado en la ciudad de Rosario en Argentina y sirve para los partidos de local del Tiro Federal del  Torneo Argentino A del Campeonato Argentino de Fútbol.
La ubicación exacta es en el barrio Ludueña, en la intersección de las calles Casilda y Matienzo, fue reformado en el año 2002 para que Tiro haga las veces de local. Cuenta con 5 vestuarios, cabinas para periodistas, tribunas populares y plateas. Además de estas reformas, se le hizo un trabajo especial sobre el césped del campo de juego.
En Primera División, Tiro Federal no lo ha utilizado, ya que actuó de local mayormente en la cancha de Newell's Old Boys, y en ciertas ocasiones en la de Rosario Central.
En la Primera B Nacional, utilizó a veces su cancha en Ludueña, pero la mayoría de veces hizo de local en una cancha en cercanía de Rosario, en la ciudad de Arroyo Seco, en el estadio Estadio Arroyo Seco y en los partidos de mayor importancia utilizó la cancha de Newell's.
Actualmente, Tiro Federal está remodelando su estadio para poder hacer de local allí en todos los partidos que le toque jugar. Ya instaló las torres de iluminación, construyó palcos de lujo, remodeló las cabinas de transmisión y construyó nuevas tribunas.[cita requerida]
- Datos: Q5473025